# Teresa Brooke
Pour les articles homonymes, voir Brooke.
Teresa Brooke, connue aussi sous le nom de Teresa Lawes, née en 1948 à Beckenham, est une joueuse professionnelle de squash représentant la Nouvelle-Zélande puis l'Angleterre et enfin  Hong Kong. Elle est championne du monde par équipes avec l'Angleterre en 1979.

## Biographie
Elle naît à Beckenham, en Angleterre, apprend à jouer au squash en Nouvelle-Zélande après avoir émigré à l'âge de quatre ans avec ses parents. Elle remporte le titre de championne de Nouvelle-Zélande en 1970 et fait partie de l'équipe nationale néo-zélandaise en 1969 et 1970 avant de retourner en Angleterre et de s'installer à Golders Green en 1971.  Elle atteint trois finales consécutives au championnat de Nouvelle-Zélande de 1969 à 1971, qu'elle remporte en cinq jeux face à Jenny Webster en 1970. En 1976, elle atteint également les demi-finales du British Open, championnat du monde officieux, battue par l'invincible Heather McKay sur la route de son 15e titre consécutif.
Elle opte pour la nationalité britannique en 1977 et fait partie de l'équipe d'Angleterre vainqueur du premier championnat du monde par équipes en 1979 et de l'équipe championne d'Europe en 1979 (avec Averil Murphy et Lesley Moore.) 
Elle s'installe ensuite à Hong Kong, remportant cinq titres individuels de championne de Hong Kong et atteignant la finale des championnats d'Asie en 1986, s'inclinant face à Julie Hawkes, elle aussi d'origine néo-zélandaise.

## Palmarès

### Titres
- Scottish Open : 1977
- Championnats de Hong Kong : 5 titres (1982-1985, 1987)[5]
- Championnats de Nouvelle-Zélande : 1970
- Championnats d'Asie par équipes : 1986
- Championnats du monde par équipes : 1979
- Championnats d'Europe par équipes : 2 titres (1978, 1979)

### Finales
- Championnats d'Asie : 1986
- Championnats britanniques : 2 finales (1975, 1977)